# The F Word
The F Word, lançado em alguns países como What If? (Brasil: Será Que? / Portugal: O Amor é Estúpido) é um filme de comédia romântica da Irlanda e do Canadá de 2013 dirigida por Michael Dowse e escrita por Elan Mastai, baseada na peça Toothpaste and Cigars de TJ Dawe e Michael Rinaldi. O filme é estrelado por Daniel Radcliffe, Zoe Kazan, Megan Park, Adam Driver, Mackenzie Davis e Rafe Spall e segue dois melhores amigos que começam a ter sentimentos um pelo outro.
Ele estreou no Festival Internacional de Cinema de Toronto de 2013 em 7 de setembro de 2013 e foi lançado no Canadá em 22 de agosto de 2014. O filme foi indicado para Melhor Filme no 2º Canadian Screen Awards e ganhou o de Roteiro Adaptado.

## Sinopse
Wallace tem um emprego estranho e mora com sua irmã e sobrinho em Toronto, Ontário. Ele largou a faculdade de medicina depois de descobrir que sua namorada transava com seu professor de anatomia e não tem sido social por mais de um ano. Ele é coagido por seu melhor amigo Allan a ir a uma festa em casa, onde conhece Chantry, prima de Allan, que trabalha como animadora. Ao mesmo tempo, Allan conhece Nicole e eles começam a flertar um com o outro.
Chantry e Wallace saem da festa e ele a leva para casa, onde descobre que Chantry tem namorado. Mesmo assim, ela dá a ele seu número de telefone, mas ele decide não ligar para ela. Mais tarde, eles se encontram no cinema, onde os dois foram sozinhos, e acabam jantando juntos.
Com o tempo, a amizade cresce e Wallace é convidado a conhecer Ben, o namorado de longa data de Chantry, que trabalha para as Nações Unidas. Ben acaba no hospital devido a uma série de acidentes inesperados quando Wallace visita a casa deles pela primeira vez. No hospital, Wallace e Chantry encontram a ex-namorada de Wallace, Megan. Posteriormente, Ben se mudou para Dublin, na Irlanda, por seis meses devido às exigências de seu trabalho. Durante este tempo, Wallace e Chantry começam a ver seu relacionamento se desenvolver ainda mais e eles começam a ter sentimentos mais profundos um pelo outro.
Allan e Nicole se casam. Após a recepção, a irmã de Chantry, Dalia, tenta seduzir Wallace em seu carro, mas ele não retribui, porque Wallace teme que isso vá arruinar qualquer chance que ele teria com Chantry. Mais tarde, Allan e Nicole convidam os dois para um passeio noturno na praia. Eles decidem mergulhar nus e logo Wallace e Chantry decidem se juntar, e então Allan e Nicole roubam suas roupas, forçando-os a dormir nus juntos na praia. Wallace e Chantry se sentem forçados a uma situação íntima e, relutantemente, decidem dividir o saco de dormir. No dia seguinte, eles saem da praia com raiva.
Chantry recebe uma promoção para dirigir um projeto de animação em Taiwan. No entanto, ela é pressionada por causa de seu relacionamento tenso com Ben, então ela viaja para Dublin para se juntar a ele. Ao chegar, ela descobre que Ben aceitou mais compromissos de trabalho que exigem que ele viaje com frequência e ela decide romper o relacionamento. Enquanto isso, Wallace decide seguir Chantry; ao chegar, Ben dá um soco no rosto dele, jogando-o escada abaixo. Ele então verifica seu correio de voz, descobrindo que ela voltou para Toronto. Eles se encontram, mas Wallace conta a Chantry sobre a viagem e seus sentimentos por ela e ela reage desfavoravelmente.
Wallace pensa em voltar para a faculdade de medicina e seguir em frente com sua vida; no entanto, ele decide comparecer à festa de despedida de Chantry e eles se despedem com lágrimas. Eles finalmente admitem seus sentimentos mútuos enquanto dão um ao outro um sanduíche Fool's Gold, algo que eles haviam discutido anteriormente enquanto saíam juntos, e se beijam.
Em um epílogo definido 18 meses depois, é revelado que Wallace seguiu Chantry para Taiwan e a pediu em casamento enquanto ele completava seus estudos médicos. Eles se casam e contemplam o resto de suas vidas enquanto estão sentados no telhado de Wallace.

## Elenco
- Daniel Radcliffe como Wallace[7]
- Zoe Kazan como Chantry[8]
- Adam Driver como Allan[9]
- Megan Park como Dalia[10]
- Mackenzie Davis como Nicole[11]
- Rafe Spall como Ben[12]
- Jemima Rooper como Ellie
- Jordan Hayes como Becky
- Meghan Heffern como Tabby
- Jonathan Cherry como Josh
- Sarah Gadon como Megan
- Tommie-Amber Pirie como Gretchen
- Adam Fergus como Rolf
- Lucius Hoyos como Felix
- Rebecca Northan como Holly
- Oona Chaplin como Julianne
- Ennis Esmer como Paramédico Ozman Bey

## Produção
O roteiro de Elan Mastai foi incluído na pesquisa da Lista Negra de 2008. A fotografia principal começou em meados de agosto de 2012, em Toronto. Uma filmagem de seis semanas ocorreu em Ontario, e terminou com três dias em Dublin, Irlanda.  A cena em que Wallace encontra Chantry em um cinema foi filmada no Royal Cinema. A maior parte das filmagens em Toronto aconteceu no distrito de East Chinatown, Leslieville e Riverdale, entre outras regiões no centro de Toronto e Scarborough. A cena em que Wallace e Chantry mergulham nus juntos foi filmada em Scarborough Bluffs. A filmagem de cenas adicionais para um novo final ocorreu em Toronto em novembro de 2013. Depois de testar o filme com diferentes grupos de foco, os cineastas perceberam que o público queria um final mais conclusivo, e novas cenas definidas dezoito meses depois foram filmadas. Daniel Radcliffe inicialmente se sentiu estranho em mudar o final, mas depois se sentiu "'muito feliz com isso'". O produtor Michael Dowse sentiu que era importante filmar em Toronto, já que a cidade geralmente não é apresentada em muitas comédias românticas clássicas como o cenário principal do filme. Casey Affleck foi originalmente escalado para desempenhar o papel principal, mas foi mais tarde substituído por Radcliffe. Radcliffe admite que foi importante para ele ter um papel neste filme, já que ele nunca estrelou um filme contemporâneo e algo que ele sempre quis tentar  Em uma entrevista para o Cineplex, Radcliffe disse que ele e a co-estrela Zoe Kazan improvisaram muitas de suas falas no filme para criar uma atmosfera natural entre os dois personagens.

## Lançamento
Os direitos de distribuição mundial do filme foram adquiridos pela Entertainment One e eles lidaram com o lançamento nos cinemas no Canadá e no Reino Unido. As vendas de distribuição na América do Norte foram obtidas pela UTA.

### Mudança de nome
A CBS Films acabou comprando os direitos de distribuição nos Estados Unidos, após a estreia mundial do filme no Festival Internacional de Cinema de Toronto de 2013. A CBS Films mudou o título de lançamento nos Estados Unidos para What If devido à Motion Picture Association of America (MPAA) questionar a palavra suja implícita na parte "F" (fuck) de The F Word. A Motion Picture Association of America também se esforçou para obter uma classificação PG-13 para o filme, de acordo com o produtor David Gross, causando a mudança de nome nos Estados Unidos. Também foi renomeado pela Entertainment One para o Reino Unido, mas manteve o original para o lançamento canadense.

### Mídia doméstica
O filme foi lançado em DVD e para streaming em 25 de novembro de 2014.

## Trilha sonora
A trilha sonora de The F Word foi composta por A. C. Newman e apresenta artistas como Edward Sharpe and the Magnetic Zeroes, Patrick Watson, Marsha Hunt e os Parting Gifts. O álbum em si contém 17 faixas, 13 das quais foram escritas por A. C. Newman.

## Recepção

### Resposta crítica
Durante o festival TIFF, The F Word foi considerado "...como um dos filmes mais quentes..." do festival e foi "...posteriormente nomeado um dos TOP 10 do Canadá pela TIFF..."
No Rotten Tomatoes o filme tem um índice de aprovação de 72% baseado em 120 resenhas, com uma classificação média de 6,3 / 10. O consenso crítico do site afirma: "Sua estrutura narrativa pode ser familiar, mas What If transcende seus elementos derivados com um diálogo agudo e a química efervescente das estrelas Daniel Radcliffe e Zoe Kazan." No Metacritic, o filme tem uma pontuação de 59 em 100, com base em críticas de 36 críticos, indicando "críticas mistas ou médias".
John DeFore, do The Hollywood Reporter, fez uma crítica positiva do filme, observando: "Alcançar todas as notas do rom-com com inteligência e algum charme, será um prazer para todos nos cinemas e ajudará os cinéfilos a deixar de ver uma co-estrela Daniel Radcliffe apenas como o mago favorito do mundo ". Justin Chang, da Variety, escreveu: "Aproximadamente três partes encantadoras e uma parte enjoativa, 'The F Word' tenta e consegue, em grande parte, criar um riff inteligente e autoconsciente sobre convenções de comédia romântica, mantendo um núcleo de sentimento sincero" Film.com deu 7,2 de 10, observando que foi "elevado de uma comédia romântica acima da média a um filme digno de ser abraçado por uma geração de vinte e poucos anos, porque se recusa a deixar seus personagens escaparem do gancho". Chris Bumbray, do JoBlo.com, disse que o filme "parece que poderia ser a resposta de Toronto ao grande sucesso de Sundance, 500 Days of Summer. É a continuação do diretor Michael Dowse para GOON, e assim como aquele filme, seu roteiro hilariante e sujo disfarça um centro surpreendentemente macio e de grande coração". Betsy Sharkey do Los Angeles Times pensou que era "o melhor e mais doce do trabalho do cineasta até agora".
The Guardian inicialmente pontuou o filme com duas de cinco estrelas, dizendo que era "realmente difícil de terminar" e "passível de te deixar nauseado", mas uma crítica posterior feita por um revisor diferente classificou o filme em quatro de cinco estrelas que o descrevem como um "filme leve e delicioso". Katherine Monk do Postmedia News relatou que "É uma peça de gênero competente, mas ainda é um hambúrguer sem graça de um filme." e acrescentando que é um filme que o público "...viu uma centena de vezes antes." Eric Kohn do IndieWire escreveu: "O filme frustra principalmente por não fazer nada novo. Apressando-se em direção a uma resolução excessivamente limpa e terna, "The F Word" não tem coragem de permitir que seus personagens descoordenados acabem sendo vítimas de sua situação". Peter Travers da Rolling Stone comentou que " What If não abre novos caminhos. Mas tem charme de sobra, e Radcliffe e Kazan são irresistíveis. Não há dúvidas sobre isso", dando uma crítica geral positiva.

### Premiações
| Ano  | Prêmio                                                                        | Destinatário                               | Resultado |
| ---- | ----------------------------------------------------------------------------- | ------------------------------------------ | --------- |
| 2014 | Canadian Screen Awards de Melhor Filme                                        | The F Word                                 | Indicado  |
| 2014 | Canadian Screen Award de Melhor Diretor                                       | Michael Dowse                              | Indicado  |
| 2014 | Canadian Screen Award de Melhor Ator em um Papel Principal                    | Daniel Radcliffe                           | Indicado  |
| 2014 | Canadian Screen Award de Melhor Atriz Coadjuvante                             | Mackenzie Davis                            | Indicado  |
| 2014 | Canadian Screen Award de Melhor Filme                                         | André Rouleau David Gross Macdara Kelleher | Indicado  |
| 2014 | Canadian Screen Award de Melhor Roteiro Adaptado                              | Elan Mastai                                | Venceu    |
| 2014 | Directors Guild of Canada Craft Award de Diretores do Canadá - Longa-Metragem | Michael Dowse                              | Indicado  |
| 2014 | Directors Guild of Canada Team Award para Melhor Longa Metragem               | Michael Dowse Regina Robb e equipe         | Indicado  |
| 2014 | Rogers Award para Melhor Filme Canadense                                      | Michael Dowse                              | Indicado  |
| 2014 | Writers Guild of Canada Award para Filmes e Minisséries                       | Elan Mastai                                | Venceu    |
| 2015 | Vancouver Film Critics Circle Award de Melhor Roteiro de Filme Canadense      | Elan Mastai                                | Indicado  |